# 桃花台センター (バス停)

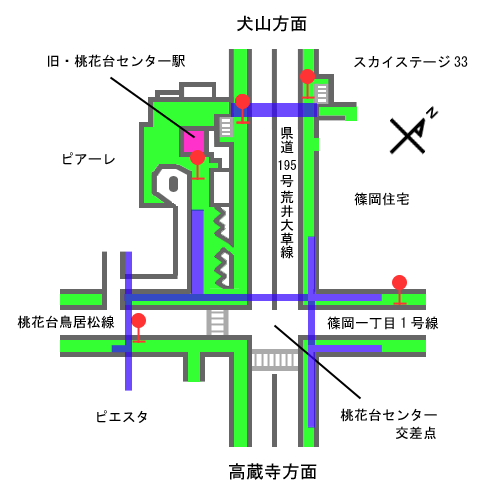
各停留所の位置を示した地図。

桃花台センター（とうかだいセンター）は、愛知県小牧市の桃花台ニュータウン内にあるバス停留所の名称である。複合商業施設ピアーレ（別称「桃花台センター」）の周辺に位置する。

## 沿革
- 2005年2月 - 名鉄バスの高速バスセントレア空港線の開通に合わせて、ピエスタ横の停留所が新設される。
- 2005年4月1日 - こまき巡回バスのコース再編。桃花台周回コースが設けられ、桃花台センター駅前ロータリーに停留所が新設される。

## 停留所一覧

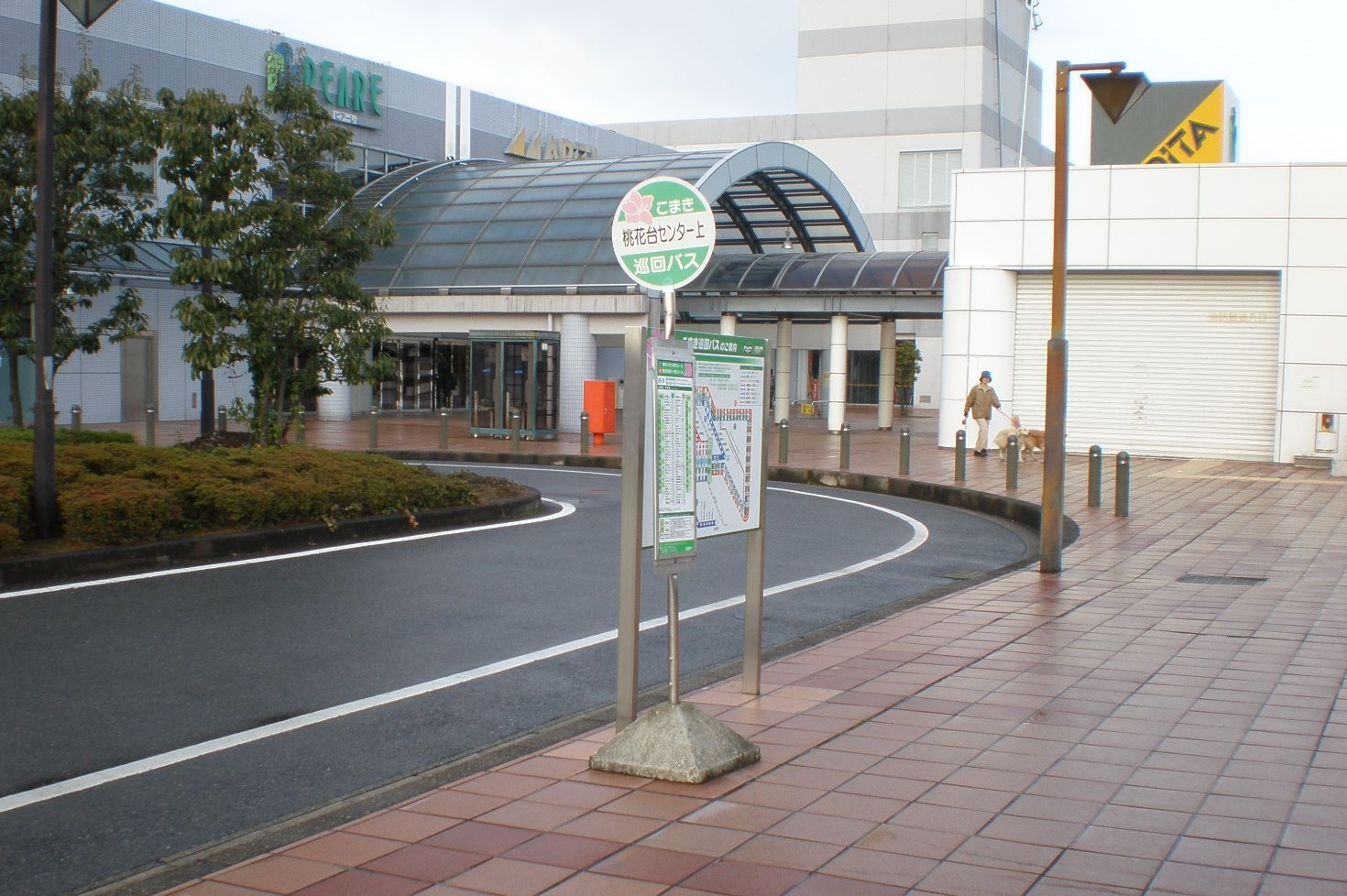
桃花台センター停留所（1.旧・桃花台センター駅前ロータリー）

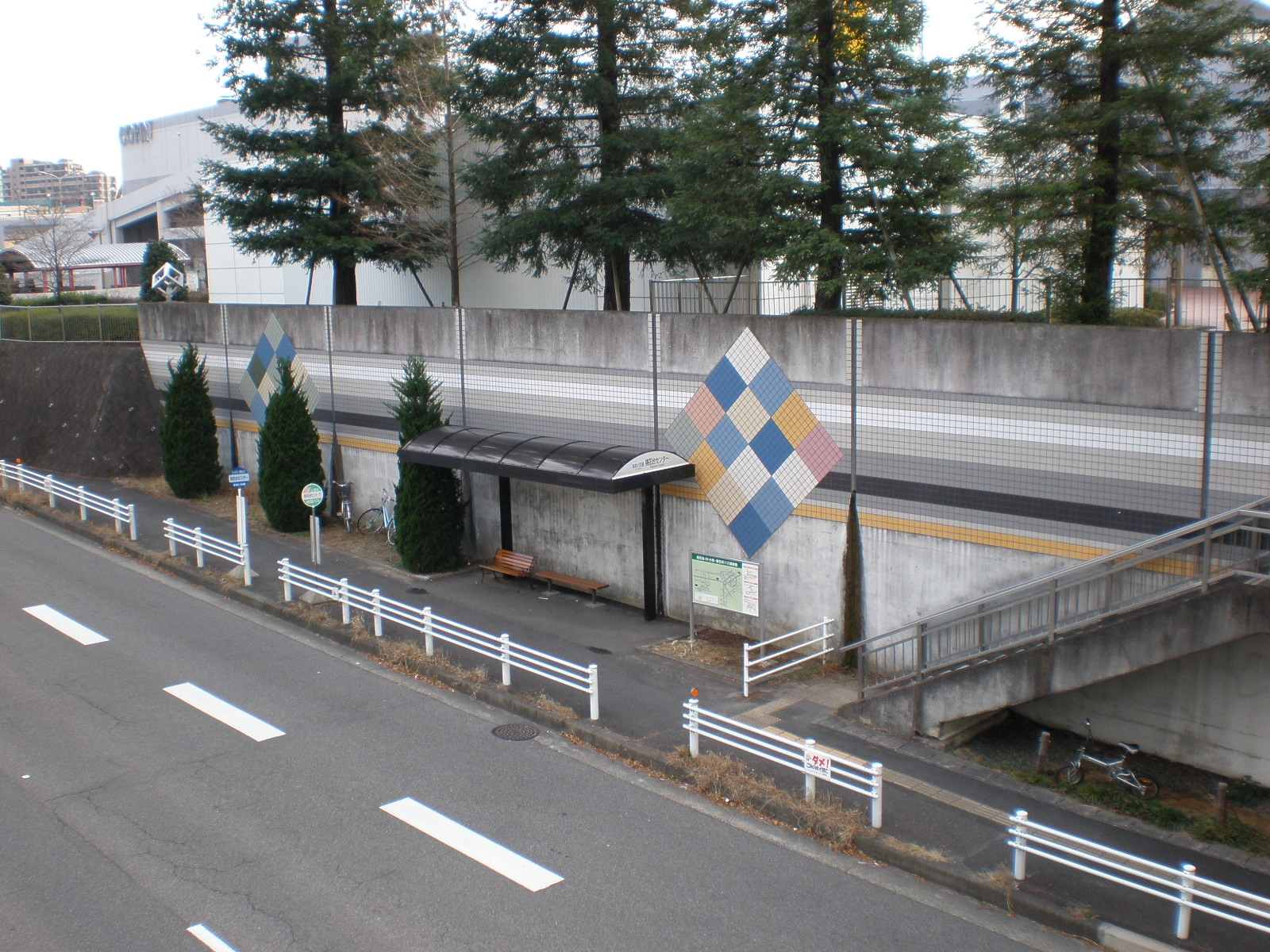
桃花台センター停留所（2.県道195号荒井大草線沿い南西側）

1. 旧・桃花台センター駅前ロータリー - 旧・桃花台センター駅および商業施設ピアーレ2階の北東側入り口前のロータリーにある停留所。こまき巡回バスが停車する他、乗合タクシーミゴンの乗り場でもある。なおこまき巡回バスは、北東側の県道195号荒井大草線沿いにある同名の停留所にも停車するため、こちらの停留所の名称は「桃花台センター（上）」（とうかだいせんたーうえ）となっている。
2. 県道195号荒井大草線沿い南西側 - 県道195号荒井大草線沿いの西側の歩道にある停留所。ピーチバスと桃花台バス、こまき巡回バスが停車する。なお、こまき巡回バスの停留所の名称は、「桃花台センター（下）」（とうかだいせんたーした）となっている。
3. 県道195号荒井大草線沿い北東側 - 県道195号荒井大草線沿いの東側の歩道にある停留所。ピーチバスと桃花台バス、名鉄バスの高蔵寺駅方面のバスが停車する。なお、名鉄バスの看板はローマ字表記が｢TOKADAI SENTER｣と誤ったスペルで記述されている。
4. ピエスタ横 - 商業施設ピエスタ横にある停留所。名鉄バスのJR春日井駅方面行きと栄・名古屋駅方面行きの路線バスが停車する。
5. 篠岡一丁目1号線沿い - 篠岡一丁目1号線沿いにある停留所。名鉄バスのJR春日井駅方面行きと栄・名古屋駅方面行きの路線バスが停車する。なおこの停留所は、名古屋行きバスのみ降車専用となっている[1]。